# 노인과 바다 (1999년 영화)
《노인과 바다》(러시아어: Старик и море, 영어: The Old Man And The Sea)는 러시아 연방에서 제작된 알렉산드르 페트로브 감독의 1999년 애니메이션 영화이다. 고든 핀센트 등이 성우로 출연하였다.

## 줄거리
이 영화는 원작 소설의 줄거리를 따르지만, 때로는 다른 점들을 강조한다. 영화는 산티아고라는 노인의 꿈 장면으로 시작하는데, 그는 배의 돛대 위에서의 어린 시절과 해안의 사자들을 꿈꾼다.
그가 깨어나면, 우리는 그가 84일 동안 전혀 물고기를 잡지 못했다는 것을 알게 된다. 그는 너무나 불운하여 그의 어린 도제인 마놀린은 부모님으로부터 노인과 함께 항해하는 것을 금지당하고 더 성공적인 어부들과 함께 낚시하라는 명령을 받았다. 그러나 여전히 노인에게 헌신적인 그 소년은 아침에 산티아고의 오두막을 방문한다. 다음 날, 해가 뜨기 전에 산티아고와 마놀린은 해변으로 향한다. 산티아고는 낚시를 위해 만 깊숙이 나갈 것이라고 말한다. 마놀린도 함께 가고 싶어 하지만, 산티아고는 혼자 가겠다고 고집한다.
멀리 나간 후, 산티아고는 낚싯줄을 내리고 곧 작은 물고기를 잡는데, 그는 그것을 미끼로 사용하기로 결정한다. 그가 청새치라고 확신하는 큰 물고기가 그의 미끼를 문다. 거대한 청새치를 끌어당길 수 없자, 산티아고는 오히려 물고기가 그의 작은 보트를 끌고 가는 것을 발견한다. 불특정 다수의 날이 이런 식으로 지나가는데, 그동안 노인은 몸으로 낚싯줄의 장력을 견딘다. 어느 날 밤, 산티아고는 젊은 시절을 꿈꾼다. 마을에서 가장 힘센 흑인과의 팔씨름에서 어떻게 이겼는지에 대한 꿈이다. 또 다른 밤에는, 고통과 싸움으로 부상을 입었음에도 불구하고, 산티아고는 자신과 청새치가 형제처럼 함께 바다를 헤엄치는 꿈을 꾼다. 페트로프가 이곳에서 확장된 환상 시퀀스를 애니메이션으로 구현한다. 갑자기 그가 잠에서 깨는데, 청새치가 상황을 이용해 도망치려 한다. 물고기가 물 밖으로 뛰어오르자, 노인은 그것이 얼마나 큰지 처음으로 보게 된다.
결국, 물고기는 작은 보트 주위를 돌기 시작하고, 노인에게 피로를 알린다. 한 바퀴 돌 때마다 산티아고는 그것을 조금 더 가까이 끌어당기려 한다. 물고기가 배 아래로 헤엄쳐 가자, 산티아고는 작살로 청새치를 찌르는 데 성공하여 긴 싸움을 끝낸다.
산티아고는 청새치를 자신의 작은 보트에 묶고 승리감에 도취되어 집으로 향한다. 그러나 잠시 후, 상어들이 물속에 청새치가 남긴 핏자국에 이끌린다. 산티아고는 작살로 한 마리를 죽이지만, 그 과정에서 그 무기를 잃는다. 그는 다음 상어떼를 물리치는 데 도움이 되도록 자신의 나이프를 노 끝에 묶어 새로운 작살을 만들고 몇 마리를 더 죽이는 데 성공한다. 그러나 곧 상어들은 청새치의 시체를 전부 먹어치우고 뼈만 남긴다. 노인은 청새치를 희생시킨 자신을 자책한다.
다음 날 아침, 어부 무리가 물고기 뼈대가 여전히 붙어 있는 배 주위에 모인다. 노인의 노력 동안 걱정했던 마놀린은 그에게 음식과 음료를 가져다주고 노인이 자신의 선실에 누워 있는 것을 발견한다. 그가 깨어나자, 마놀린은 자신을 찾는 배들이 있었고 부모님이 그와 다시 함께 낚시하는 것을 허락했다고 말한다.

## 목소리 출연
- 고든 핀센트 (영어)
- 마츠다 요지 (일본어)
- 미쿠니 렌타로 (일본어)

## 제작진
- 원작자: 어니스트 헤밍웨이